# José Niza
José Manuel Niza Antunes Mendes, ou simplesmente José Niza (Lisboa, 16 de setembro de 1938 — Santarém, 23 de setembro de 2011), foi um médico, compositor e político português.
Em 1956 foi para Coimbra estudar medicina. É nessa cidade que funda, em 1961, a Orquestra Ligeira do Orfeon Académico de Coimbra, conjuntamente com José Cid, Proença de Carvalho, Joaquim Caixeiro e Rui Ressurreição.
Em 1971 passa a ser responsável pela produção da editora Arnaldo Trindade, Lda. (Discos Orfeu), onde produziu discos de vários artistas portugueses, entre eles Adriano Correia de Oliveira, Fausto, José Afonso, Paulo de Carvalho e Sérgio Godinho. 
José Niza ganhou quatro Festivais RTP da Canção, a primeira delas em 1972 com A Festa da Vida.  É o autor da letra da canção E depois do Adeus, vencedora da 12ª edição do festival e que foi usada como senha para dar inicio à revolução do 25 de Abril.
Deputado em muitas legislaturas colaborou em diversas iniciativas e diplomas legislativos: Código dos Direitos de Autor e Direitos Conexos, Lei de Proteção da Música Portuguesa, Redução do Imposto sobre Importação de Instrumentos musicais, etc.
A 9 de junho de 1995, foi agraciado com o grau de Grande-Oficial da Ordem do Mérito.
José Niza morreu no dia 23 de setembro de 2011.